# بني مسعود
بلدية بَنِي مَسْعُودٍ (بالإسبانية: Benimassot)‏ هي بلدية تقع في مقاطعة اليكانتي. جنوب شرق إسبانيا. يبلغ عدد سكانها 137 نسمة.